# Taufbecken (Haunsheim)

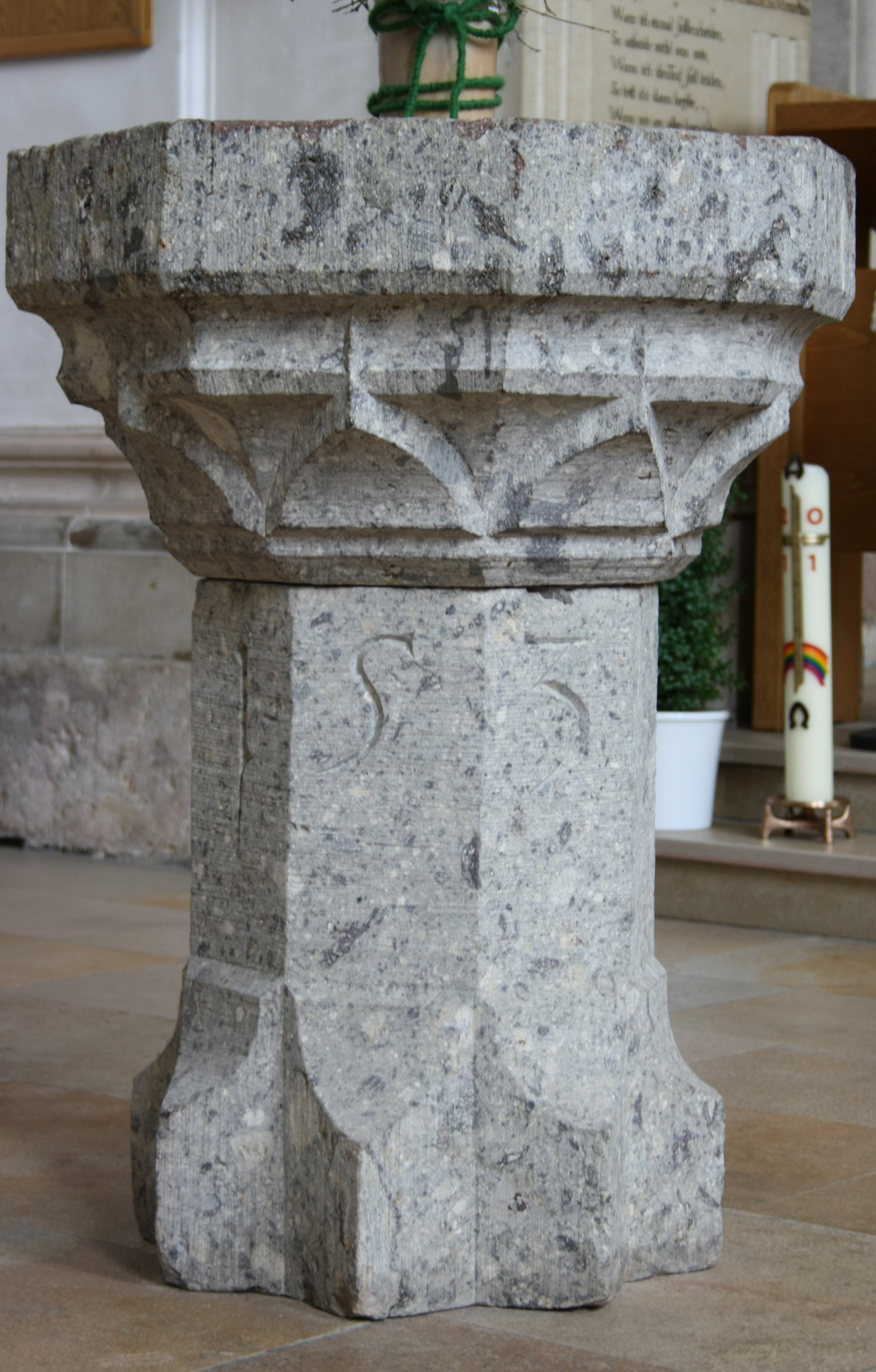
Taufbecken in Haunsheim mit der Jahreszahl 1530

Das Taufbecken in der evangelisch-lutherischen Dreifaltigkeitskirche in Haunsheim, einer Gemeinde im Landkreis Dillingen an der Donau im bayerischen Regierungsbezirk Schwaben, wurde 1530 geschaffen. Das Taufbecken im Stil der Renaissance ist als Teil der Kirchenausstattung ein geschütztes Baudenkmal.
Das achteckige Taufbecken aus Suevit trägt die Jahreszahl 1530. Die Beckenschalle ist in zwei Zonen gegliedert und außen von zwei über Eck gestellten Achtecken, deren unteres mit gekehlten Prismen in das mit Doppelkehle obere einschneidet, geschmückt. 
Am Sockel sind auf jeder Seite nach oben gekehlte Prismen vorgelegt.